# Ro-66
Ro-66 — підводний човен Імперського флоту Японії, який брав участь у Другій світовій війні.
Корабель, який спорудили у 1927 році на корабельні компанії Mitsubishi в Кобе, належав до підтипу L4 (він же тип Ro-60) типу L.
Станом на момент вступу Японії у Другу світову війну Ro-66 належав до 27-ї дивізії підводних човнів Четвертого флоту, який відповідав за операції в Океанії. Як наслідок, корабель перебував на атолі Кваджелейн на Маршаллових островах (до середини 1942-го японські підводні сили активно використовували цю передову базу).
6 грудня 1941-го Ro-66 вийшов з бази й попрямував до належного США острова Вейк (вісім сотень кілометрів на північ від Маршаллових островів). 11 вересня японський загін надводних кораблів здійснив невдалу спробу захопити Вейк, після чого кораблі 27-ї дивізії дістали наказ повертатись на базу. Втім, Ro-66 через несправність радіообладнання не отримав його та залишився в районі Вейку, куди через кілька діб прибули субмарини іншої дивізії. 17 грудня Ro-66 провадив зарядку батарей у районі за кілька десятків кілометрів на південний захід від Вейку і в умовах обмеженої видимості був протаранений підводним човном Ro-62. Як наслідок, Ro-66 затонув, загинули 63 члени його екіпажу і лише один зміг врятуватися. Водночас Ro-62 успішно повернувся на базу.